# Contea di Washington (Iowa)
La contea di Washington (in inglese Washington County) è una contea dello Stato dell'Iowa, negli Stati Uniti. La popolazione al censimento del 2000 era di 20 670 abitanti. Il capoluogo di contea è Washington.